# Église Saint-Saturnin de Blaignac
Pour les articles homonymes, voir Église Saint-Saturnin.
L'église Saint-Saturnin est une église catholique située à Blaignac, en France.

## Localisation
L'église est située dans le département français de la Gironde, sur la commune de Blaignac.

## Historique
Le portail est classé au titre des monuments historiques en 1907.

## Références

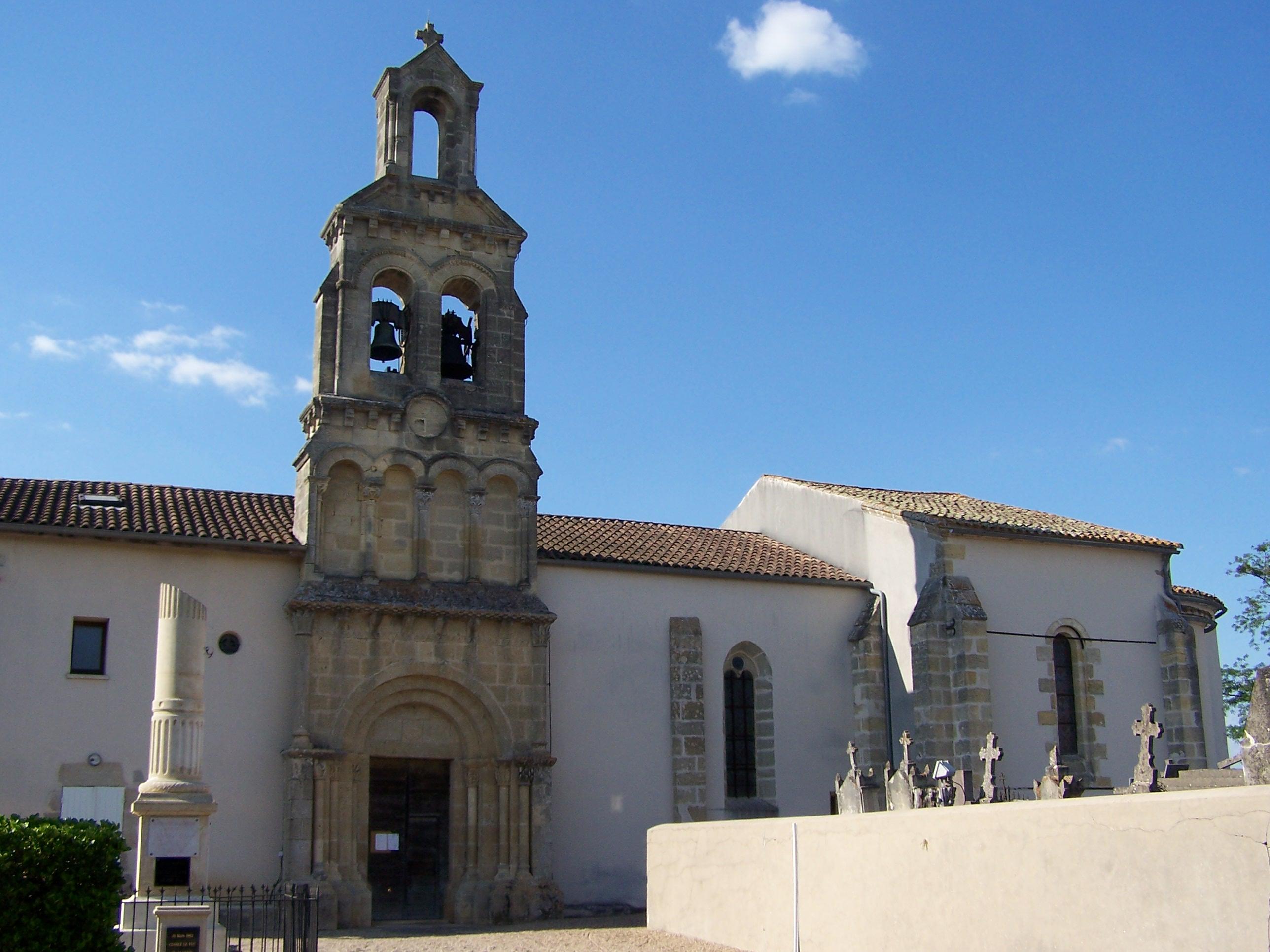
Vue d'ensemble de l'église (juin 2009)